# Sílvia Muñoz d'Imbert
Sílvia Muñoz d'Imbert   (Barcelona, 3 de setembre de 1973) és una historiadora, crítica d'art i comissària independent catalana. Va ser directora del Consell Nacional de la Cultura i de les Arts i membre del Ple del Comitè Executiu del Consell de la Cultura de Barcelona (2013) i del Consell assessor del Museu de Montserrat entre 2010 i 2022. Actualment és membre de l'Associació Catalana de Crítics d'Art (ACCA) i de l'Associació Internacional de Crítics d'Art (AICA).

## Trajectòria
Ha fet diversos estudis sobre la cultura catalana de la postguerra, dedicant especial atenció al capítol dels Salons d'Octubre, a partir de la seva tesi doctoral titulada «Víctor M. d'Imbert i Anita Solà Galí. Història d'una promoció cultural a la Barcelona de postguerra (1940-1960). Ecosistema de les arts a través dels promotors dels Salons d'Octubre i Edicions de la Rosa Vera».
Com a comissària d'exposicions ha dut a terme, entre d'altres, Jordi Fornas, pintor, Museu de Montserrat; Arnau Puig. Pensar la imatge; el Cicle d'exposicions sobre Josep Guinovart a la Fundació Privada Espai Guinovart d'Agramunt durant el 2012; Donacions, 2000-2012; Capses secretes. Joan Ponç, 1975-1980; Tapissos i llibres d'artista; Trilogia de la privadesa, i Porta}Zush.1961-1979. Ha participat en diverses publicacions com a documentalista, editora i escriptora i ha estat col·laboradora d'El Punt Avui (2002-2007) i d'altres publicacions periòdiques com Art Notes, El Temps d'Art i Revista de Catalunya. Actualment col·labora periòdicament a Serra d'Or i Bonart. L'any 2009 va rebre el Premi ACCA en la categoria d'exposicions d'art contemporani, atorgat per l'Associació Catalana de Crítics d'Art, juntament amb la Fundació Suñol pel comissariat de l'exposició Porta}Zush.1961-1979.